# Lista över fornlämningar i Ronneby kommun (Ronneby)
Lista över fornlämningar i Ronneby kommun (Ronneby) är en förteckning av ett urval av de fornlämningar som finns i Ronneby i Ronneby kommun.
| Namn                            | Lämningstyp                 | Tillkomsttid | Historisk indelning | Plats | Läge                 | ID-nr          | Bild                                      |
| ------------------------------- | --------------------------- | ------------ | ------------------- | ----- | -------------------- | -------------- | ----------------------------------------- |
| Ronneby 1:1                     | Grav markerad av sten/block |              | Ronneby, Blekinge   |       | 56.210670, 15.262849 | 10101100010001 | Ladda upp en bild av detta fornminne      |
| Ronneby 1:2                     | Grav markerad av sten/block |              | Ronneby, Blekinge   |       | 56.210738, 15.262863 | 10101100010002 | Ladda upp en bild av detta fornminne      |
| Ronneby 1:3                     | Grav markerad av sten/block |              | Ronneby, Blekinge   |       | 56.210720, 15.262745 | 10101100010003 | Ladda upp en bild av detta fornminne      |
| Ronneby 4:1                     | Hög                         |              | Ronneby, Blekinge   |       | 56.208881, 15.257774 | 10101100040001 | Ladda upp en bild av detta fornminne      |
| Ronneby 9:1                     | Grav markerad av sten/block |              | Ronneby, Blekinge   |       | 56.211383, 15.263292 | 10101100090001 | Ladda upp en bild av detta fornminne      |
| Ronneby 10:1                    | Stensättning                |              | Ronneby, Blekinge   |       | 56.212115, 15.263019 | 10101100100001 | Ladda upp en bild av detta fornminne      |
| Ronneby 11:1                    | Grav markerad av sten/block |              | Ronneby, Blekinge   |       | 56.212849, 15.262930 | 10101100110001 | Ladda upp en bild av detta fornminne      |
| Ronneby 12:1                    | Grav markerad av sten/block |              | Ronneby, Blekinge   |       | 56.212342, 15.260726 | 10101100120001 | Ladda upp en bild av detta fornminne      |
| Ronneby 13:1                    | Stensättning                |              | Ronneby, Blekinge   |       | 56.212969, 15.260264 | 10101100130001 | Ladda upp en bild av detta fornminne      |
| Ronneby 14:1                    | Stensättning                |              | Ronneby, Blekinge   |       | 56.213859, 15.256793 | 10101100140001 | Ladda upp en bild av detta fornminne      |
| Ronneby 15:1                    | Stensättning                |              | Ronneby, Blekinge   |       | 56.214440, 15.255041 | 10101100150001 | Ladda upp en bild av detta fornminne      |
| Ronneby 17:1                    | Grav markerad av sten/block |              | Ronneby, Blekinge   |       | 56.213787, 15.248839 | 10101100170001 | Ladda upp en bild av detta fornminne      |
| Ronneby 18:1                    | Grav markerad av sten/block |              | Ronneby, Blekinge   |       | 56.213910, 15.250485 | 10101100180001 | Ladda upp en bild av detta fornminne      |
| Ronneby 19:1                    | Stensättning                |              | Ronneby, Blekinge   |       | 56.214293, 15.250922 | 10101100190001 | Ladda upp en bild av detta fornminne      |
| Ronneby 20:1                    | Grav markerad av sten/block |              | Ronneby, Blekinge   |       | 56.217567, 15.253907 | 10101100200001 | Ladda upp en bild av detta fornminne      |
| Ronneby 20:2                    | Stensättning                |              | Ronneby, Blekinge   |       | 56.217574, 15.253898 | 10101100200002 | Ladda upp en bild av detta fornminne      |
| Ronneby 22:1                    | Röse                        |              | Ronneby, Blekinge   |       | 56.204980, 15.267869 | 10101100220001 | Ladda upp en bild av detta fornminne      |
| Ronneby 23:1                    | Stensättning                |              | Ronneby, Blekinge   |       | 56.205261, 15.267757 | 10101100230001 | Ladda upp en bild av detta fornminne      |
| Ronneby 24:1                    | Stensättning                |              | Ronneby, Blekinge   |       | 56.205768, 15.267692 | 10101100240001 | Ladda upp en bild av detta fornminne      |
| Ronneby 25:1                    | Stensättning                |              | Ronneby, Blekinge   |       | 56.203289, 15.251465 | 10101100250001 | Ladda upp en bild av detta fornminne      |
| Ronneby 25:2                    | Stensättning                |              | Ronneby, Blekinge   |       | 56.203286, 15.251573 | 10101100250002 | Ladda upp en bild av detta fornminne      |
| Ronneby 26:1                    | Grav markerad av sten/block |              | Ronneby, Blekinge   |       | 56.203928, 15.252107 | 10101100260001 | Ladda upp en bild av detta fornminne      |
| Ronneby 28:1                    | Stensättning                |              | Ronneby, Blekinge   |       | 56.201720, 15.251223 | 10101100280001 | Ladda upp en bild av detta fornminne      |
| Ronneby 32:1                    | Stensättning                |              | Ronneby, Blekinge   |       | 56.216920, 15.274709 | 10101100320001 | Ladda upp en bild av detta fornminne      |
| Ronneby 33:1                    | Stensättning                |              | Ronneby, Blekinge   |       | 56.223754, 15.270156 | 10101100330001 | Ladda upp en bild av detta fornminne      |
| Ronneby 34:1                    | Stensättning                |              | Ronneby, Blekinge   |       | 56.222070, 15.270357 | 10101100340001 | Ladda upp en bild av detta fornminne      |
| Ronneby 35:1                    | Stensättning                |              | Ronneby, Blekinge   |       | 56.221523, 15.272476 | 10101100350001 | Ladda upp en bild av detta fornminne      |
| Ronneby 35:2                    | Stensättning                |              | Ronneby, Blekinge   |       | 56.221275, 15.272637 | 10101100350002 | Ladda upp en bild av detta fornminne      |
| Ronneby 35:3                    | Stensättning                |              | Ronneby, Blekinge   |       | 56.221446, 15.272851 | 10101100350003 | Ladda upp en bild av detta fornminne      |
| Ronneby 35:4                    | Stensättning                |              | Ronneby, Blekinge   |       | 56.221365, 15.272889 | 10101100350004 | Ladda upp en bild av detta fornminne      |
| Ronneby 36:1                    | Grav markerad av sten/block |              | Ronneby, Blekinge   |       | 56.219641, 15.272695 | 10101100360001 | Ladda upp en bild av detta fornminne      |
| Ronneby 37:1                    | Grav markerad av sten/block |              | Ronneby, Blekinge   |       | 56.224150, 15.273934 | 10101100370001 | Ladda upp en bild av detta fornminne      |
| Ronneby 37:2                    | Grav markerad av sten/block |              | Ronneby, Blekinge   |       | 56.224055, 15.273886 | 10101100370002 | Ladda upp en bild av detta fornminne      |
| Ronneby 37:3                    | Grav markerad av sten/block |              | Ronneby, Blekinge   |       | 56.223999, 15.274086 | 10101100370003 | Ladda upp en bild av detta fornminne      |
| Ronneby 38:1                    | Stensättning                |              | Ronneby, Blekinge   |       | 56.229486, 15.270593 | 10101100380001 | Ladda upp en bild av detta fornminne      |
| Ronneby 40:1                    | Gravfält                    |              | Ronneby, Blekinge   |       | 56.228302, 15.264810 | 10101100400001 | Ladda upp en bild av detta fornminne      |
| Ronneby 41:1                    | Stensättning                |              | Ronneby, Blekinge   |       | 56.223648, 15.264267 | 10101100410001 | Ladda upp en bild av detta fornminne      |
| Ronneby 42:1                    | Stensättning                |              | Ronneby, Blekinge   |       | 56.223296, 15.263064 | 10101100420001 | Ladda upp en bild av detta fornminne      |
| Ronneby 42:2                    | Stensättning                |              | Ronneby, Blekinge   |       | 56.223356, 15.263162 | 10101100420002 | Ladda upp en bild av detta fornminne      |
| Ronneby 42:3                    | Stensättning                |              | Ronneby, Blekinge   |       | 56.223227, 15.262992 | 10101100420003 | Ladda upp en bild av detta fornminne      |
| Ronneby 42:4                    | Stensättning                |              | Ronneby, Blekinge   |       | 56.223162, 15.263110 | 10101100420004 | Ladda upp en bild av detta fornminne      |
| Ronneby 43:1                    | Stensättning                |              | Ronneby, Blekinge   |       | 56.227197, 15.268794 | 10101100430001 | Ladda upp en bild av detta fornminne      |
| Ronneby 44:1                    | Röse                        |              | Ronneby, Blekinge   |       | 56.233916, 15.268702 | 10101100440001 | Ladda upp en bild av detta fornminne      |
| Ronneby 44:2                    | Stensättning                |              | Ronneby, Blekinge   |       | 56.233816, 15.268540 | 10101100440002 | Ladda upp en bild av detta fornminne      |
| Ronneby 45:1                    | Grav markerad av sten/block |              | Ronneby, Blekinge   |       | 56.234998, 15.264100 | 10101100450001 | Ladda upp en bild av detta fornminne      |
| Ronneby 47:1                    | Grav markerad av sten/block |              | Ronneby, Blekinge   |       | 56.239473, 15.258441 | 10101100470001 | Ladda upp en bild av detta fornminne      |
| Ronneby 48:1                    | Stensättning                |              | Ronneby, Blekinge   |       | 56.239319, 15.257538 | 10101100480001 | Ladda upp en bild av detta fornminne      |
| Högarör (Ronneby 49:1)          | Stensättning                |              | Ronneby, Blekinge   |       | 56.240618, 15.255663 | 10101100490001 | Ladda upp en bild av detta fornminne      |
| Ronneby 51:1                    | Stensättning                |              | Ronneby, Blekinge   |       | 56.232874, 15.252241 | 10101100510001 | Ladda upp en bild av detta fornminne      |
| Ronneby 53:1                    | Grav markerad av sten/block |              | Ronneby, Blekinge   |       | 56.235057, 15.254742 | 10101100530001 | Ladda upp en bild av detta fornminne      |
| Ronneby 54:1                    | Stensättning                |              | Ronneby, Blekinge   |       | 56.226827, 15.254143 | 10101100540001 | Ladda upp en bild av detta fornminne      |
| Ronneby 55:1                    | Gravfält                    |              | Ronneby, Blekinge   |       | 56.212509, 15.258409 | 10101100550001 | Ladda upp en bild av detta fornminne      |
| Ronneby 57:1                    | Stensättning                |              | Ronneby, Blekinge   |       | 56.235832, 15.265473 | 10101100570001 | Ladda upp en bild av detta fornminne      |
| Ronneby 57:2                    | Stensättning                |              | Ronneby, Blekinge   |       | 56.235826, 15.265660 | 10101100570002 | Ladda upp en bild av detta fornminne      |
| Ronneby 57:3                    | Stensättning                |              | Ronneby, Blekinge   |       | 56.235934, 15.265525 | 10101100570003 | Ladda upp en bild av detta fornminne      |
| Ronneby 58:1                    | Stensättning                |              | Ronneby, Blekinge   |       | 56.236207, 15.264668 | 10101100580001 | Ladda upp en bild av detta fornminne      |
| Ronneby 59:1                    | Röse                        |              | Ronneby, Blekinge   |       | 56.191142, 15.305479 | 10101100590001 | Ladda upp en bild av detta fornminne      |
| Ronneby 61:1                    | Stensättning                |              | Ronneby, Blekinge   |       | 56.193082, 15.308843 | 10101100610001 | Ladda upp en bild av detta fornminne      |
| Ronneby 61:2                    | Stensättning                |              | Ronneby, Blekinge   |       | 56.193034, 15.308945 | 10101100610002 | Ladda upp en bild av detta fornminne      |
| Ronneby 62:1                    | Röse                        |              | Ronneby, Blekinge   |       | 56.192823, 15.308558 | 10101100620001 | Ladda upp en bild av detta fornminne      |
| Högakulle (Ronneby 65:1)        | Stensättning                |              | Ronneby, Blekinge   |       | 56.196391, 15.313154 | 10101100650001 | Ladda upp en bild av detta fornminne      |
| Ronneby 66:1                    | Grav markerad av sten/block |              | Ronneby, Blekinge   |       | 56.182611, 15.303068 | 10101100660001 | Ladda upp en bild av detta fornminne      |
| Ronneby 66:2                    | Stensättning                |              | Ronneby, Blekinge   |       | 56.182681, 15.302992 | 10101100660002 | Ladda upp en bild av detta fornminne      |
| Hagbards källare (Ronneby 67:1) | Borg                        |              | Ronneby, Blekinge   |       | 56.180164, 15.306534 | 10101100670001 | Ladda upp en bild av detta fornminne      |
| Ronneby 81:1                    | Stensättning                |              | Ronneby, Blekinge   |       | 56.193087, 15.314431 | 10101100810001 | Ladda upp en bild av detta fornminne      |
| Ronneby 84:1                    | Stensättning                |              | Ronneby, Blekinge   |       | 56.194064, 15.314678 | 10101100840001 | Ladda upp en bild av detta fornminne      |
| Ronneby 85:1                    | Stensättning                |              | Ronneby, Blekinge   |       | 56.194376, 15.315195 | 10101100850001 | Ladda upp en bild av detta fornminne      |
| Ronneby 88:1                    | Stensättning                |              | Ronneby, Blekinge   |       | 56.196058, 15.316856 | 10101100880001 | Ladda upp en bild av detta fornminne      |
| Ronneby 88:2                    | Grav markerad av sten/block |              | Ronneby, Blekinge   |       | 56.195870, 15.316964 | 10101100880002 | Ladda upp en bild av detta fornminne      |
| Ronneby 89:1                    | Gravfält                    |              | Ronneby, Blekinge   |       | 56.195138, 15.320607 | 10101100890001 | Ladda upp en bild av detta fornminne      |
| Ronneby 91:1                    | Stensättning                |              | Ronneby, Blekinge   |       | 56.222705, 15.255786 | 10101100910001 | Ladda upp en bild av detta fornminne      |
| Ronneby 91:2                    | Stensättning                |              | Ronneby, Blekinge   |       | 56.222643, 15.255757 | 10101100910002 | Ladda upp en bild av detta fornminne      |
| Ronneby 92:1                    | Stensättning                |              | Ronneby, Blekinge   |       | 56.222526, 15.252340 | 10101100920001 | Ladda upp en bild av detta fornminne      |
| Ronneby 93:1                    | Stensättning                |              | Ronneby, Blekinge   |       | 56.223187, 15.253853 | 10101100930001 | Ladda upp en bild av detta fornminne      |
| Ronneby 94:1                    | Stensättning                |              | Ronneby, Blekinge   |       | 56.218999, 15.249825 | 10101100940001 | Ladda upp en bild av detta fornminne      |
| Ronneby 95:1                    | Stensättning                |              | Ronneby, Blekinge   |       | 56.197123, 15.255078 | 10101100950001 | Ladda upp en bild av detta fornminne      |
| Ronneby 96:1                    | Stensättning                |              | Ronneby, Blekinge   |       | 56.197346, 15.265524 | 10101100960001 | Ladda upp en bild av detta fornminne      |
| Ronneby 96:2                    | Stensättning                |              | Ronneby, Blekinge   |       | 56.197418, 15.265531 | 10101100960002 | Ladda upp en bild av detta fornminne      |
| Ronneby 97:1                    | Stensättning                |              | Ronneby, Blekinge   |       | 56.199077, 15.279689 | 10101100970001 | Ladda upp en bild av detta fornminne      |
| Ronneby 101:1                   | Stensättning                |              | Ronneby, Blekinge   |       | 56.191877, 15.266685 | 10101101010001 | Ladda upp en bild av detta fornminne      |
| Ronneby 102:1                   | Stensättning                |              | Ronneby, Blekinge   |       | 56.189655, 15.262751 | 10101101020001 | Ladda upp en bild av detta fornminne      |
| Halwara berg (Ronneby 110:1)    | Fornborg                    |              | Ronneby, Blekinge   |       | 56.193073, 15.288944 | 10101101100001 | Ladda upp en bild av detta fornminne      |
| Ronneby 112:1                   | Röse                        |              | Ronneby, Blekinge   |       | 56.196399, 15.283646 | 10101101120001 | Ladda upp en till bild av detta fornminne |
| Ronneby 113:1                   | Röse                        |              | Ronneby, Blekinge   |       | 56.191537, 15.282274 | 10101101130001 | Ladda upp en bild av detta fornminne      |
| Ronneby 113:2                   | Stensättning                |              | Ronneby, Blekinge   |       | 56.191477, 15.282263 | 10101101130002 | Ladda upp en bild av detta fornminne      |
| Ronneby 114:1                   | Stensättning                |              | Ronneby, Blekinge   |       | 56.153023, 15.254964 | 10101101140001 | Ladda upp en bild av detta fornminne      |
| Ronneby 116:1                   | Stensättning                |              | Ronneby, Blekinge   |       | 56.199003, 15.265532 | 10101101160001 | Ladda upp en bild av detta fornminne      |
| Ronneby 117:1                   | Grav markerad av sten/block |              | Ronneby, Blekinge   |       | 56.195471, 15.326531 | 10101101170001 | Ladda upp en bild av detta fornminne      |
| Ronneby 117:2                   | Hög                         |              | Ronneby, Blekinge   |       | 56.195366, 15.326593 | 10101101170002 | Ladda upp en bild av detta fornminne      |
| Ronneby 119:1                   | Stensättning                |              | Ronneby, Blekinge   |       | 56.197081, 15.326250 | 10101101190001 | Ladda upp en bild av detta fornminne      |
| Ronneby 119:2                   | Stensättning                |              | Ronneby, Blekinge   |       | 56.196976, 15.326315 | 10101101190002 | Ladda upp en bild av detta fornminne      |
| Ronneby 119:3                   | Stensättning                |              | Ronneby, Blekinge   |       | 56.196841, 15.326678 | 10101101190003 | Ladda upp en bild av detta fornminne      |
| Ronneby 120:1                   | Stensättning                |              | Ronneby, Blekinge   |       | 56.191337, 15.277885 | 10101101200001 | Ladda upp en bild av detta fornminne      |
| Ronneby 121:1                   | Röse                        |              | Ronneby, Blekinge   |       | 56.195486, 15.274082 | 10101101210001 | Ladda upp en bild av detta fornminne      |
| Ronneby 123:1                   | Stensättning                |              | Ronneby, Blekinge   |       | 56.199855, 15.292249 | 10101101230001 | Ladda upp en bild av detta fornminne      |
| Ronneby 123:2                   | Stensättning                |              | Ronneby, Blekinge   |       | 56.199880, 15.292165 | 10101101230002 | Ladda upp en bild av detta fornminne      |
| Ronneby 124:1                   | Stensättning                |              | Ronneby, Blekinge   |       | 56.200693, 15.293782 | 10101101240001 | Ladda upp en bild av detta fornminne      |
| Ronneby 124:2                   | Stensättning                |              | Ronneby, Blekinge   |       | 56.200650, 15.293781 | 10101101240002 | Ladda upp en bild av detta fornminne      |
| Ronneby 124:3                   | Stensättning                |              | Ronneby, Blekinge   |       | 56.200727, 15.293850 | 10101101240003 | Ladda upp en bild av detta fornminne      |
| Ronneby 125:1                   | Stensättning                |              | Ronneby, Blekinge   |       | 56.200788, 15.293294 | 10101101250001 | Ladda upp en bild av detta fornminne      |
| Ronneby 129:1                   | Stensättning                |              | Ronneby, Blekinge   |       | 56.207336, 15.295519 | 10101101290001 | Ladda upp en bild av detta fornminne      |
| Ronneby 131:1                   | Grav markerad av sten/block |              | Ronneby, Blekinge   |       | 56.205080, 15.301202 | 10101101310001 | Ladda upp en bild av detta fornminne      |
| Ronneby 132:1                   | Stensättning                |              | Ronneby, Blekinge   |       | 56.203069, 15.293008 | 10101101320001 | Ladda upp en bild av detta fornminne      |
| Ronneby 135:1                   | Röse                        |              | Ronneby, Blekinge   |       | 56.208220, 15.304947 | 10101101350001 | Ladda upp en bild av detta fornminne      |
| Ronneby 139:1                   | Stensättning                |              | Ronneby, Blekinge   |       | 56.209481, 15.288459 | 10101101390001 | Ladda upp en bild av detta fornminne      |
| Ronneby 139:2                   | Stensättning                |              | Ronneby, Blekinge   |       | 56.209598, 15.288266 | 10101101390002 | Ladda upp en bild av detta fornminne      |
| Ronneby 140:1                   | Stensättning                |              | Ronneby, Blekinge   |       | 56.210961, 15.284387 | 10101101400001 | Ladda upp en bild av detta fornminne      |
| Ronneby 141:1                   | Stensättning                |              | Ronneby, Blekinge   |       | 56.210144, 15.285261 | 10101101410001 | Ladda upp en bild av detta fornminne      |
| Ronneby 143:1                   | Stensättning                |              | Ronneby, Blekinge   |       | 56.210981, 15.309430 | 10101101430001 | Ladda upp en bild av detta fornminne      |
| Ronneby 145:1                   | Stensättning                |              | Ronneby, Blekinge   |       | 56.238315, 15.300173 | 10101101450001 | Ladda upp en bild av detta fornminne      |
| Ronneby 146:1                   | Stensättning                |              | Ronneby, Blekinge   |       | 56.239537, 15.303654 | 10101101460001 | Ladda upp en bild av detta fornminne      |
| Ronneby 146:2                   | Stensättning                |              | Ronneby, Blekinge   |       | 56.239404, 15.303628 | 10101101460002 | Ladda upp en bild av detta fornminne      |
| Ronneby 147:1                   | Stensättning                |              | Ronneby, Blekinge   |       | 56.239694, 15.310252 | 10101101470001 | Ladda upp en bild av detta fornminne      |
| Hästhagen (Ronneby 148:1)       | Fornborg                    |              | Ronneby, Blekinge   |       | 56.221608, 15.311339 | 10101101480001 | Ladda upp en bild av detta fornminne      |
| Ronneby 149:1                   | Stensättning                |              | Ronneby, Blekinge   |       | 56.234646, 15.308614 | 10101101490001 | Ladda upp en bild av detta fornminne      |
| Ronneby 152:1                   | Stensättning                |              | Ronneby, Blekinge   |       | 56.222352, 15.285035 | 10101101520001 | Ladda upp en bild av detta fornminne      |
| Ronneby 157:1                   | Stensättning                |              | Ronneby, Blekinge   |       | 56.199793, 15.203723 | 10101101570001 | Ladda upp en bild av detta fornminne      |
| Ronneby 158:1                   | Stensättning                |              | Ronneby, Blekinge   |       | 56.200424, 15.202781 | 10101101580001 | Ladda upp en bild av detta fornminne      |
| Ronneby 159:1                   | Stensättning                |              | Ronneby, Blekinge   |       | 56.194514, 15.232364 | 10101101590001 | Ladda upp en bild av detta fornminne      |
| Ronneby 160:1                   | Stensättning                |              | Ronneby, Blekinge   |       | 56.195090, 15.232599 | 10101101600001 | Ladda upp en bild av detta fornminne      |
| Ronneby 161:1                   | Stensättning                |              | Ronneby, Blekinge   |       | 56.196241, 15.221285 | 10101101610001 | Ladda upp en bild av detta fornminne      |
| Ronneby 162:1                   | Stensättning                |              | Ronneby, Blekinge   |       | 56.197286, 15.230456 | 10101101620001 | Ladda upp en bild av detta fornminne      |
| Ronneby 162:2                   | Stensättning                |              | Ronneby, Blekinge   |       | 56.197267, 15.230263 | 10101101620002 | Ladda upp en bild av detta fornminne      |
| Ronneby 163:1                   | Stensättning                |              | Ronneby, Blekinge   |       | 56.206688, 15.311578 | 10101101630001 | Ladda upp en bild av detta fornminne      |
| Ronneby 201:1                   | Grav markerad av sten/block |              | Ronneby, Blekinge   |       | 56.246861, 15.295790 | 10101102010001 | Ladda upp en bild av detta fornminne      |
| Ronneby 201:2                   | Grav markerad av sten/block |              | Ronneby, Blekinge   |       | 56.246794, 15.296084 | 10101102010002 | Ladda upp en bild av detta fornminne      |
| Ronneby 201:3                   | Grav markerad av sten/block |              | Ronneby, Blekinge   |       | 56.246615, 15.296234 | 10101102010003 | Ladda upp en bild av detta fornminne      |
| Ronneby 201:4                   | Grav markerad av sten/block |              | Ronneby, Blekinge   |       | 56.246550, 15.296228 | 10101102010004 | Ladda upp en bild av detta fornminne      |
| Ronneby 201:5                   | Grav markerad av sten/block |              | Ronneby, Blekinge   |       | 56.246413, 15.296574 | 10101102010005 | Ladda upp en bild av detta fornminne      |
| Ronneby 201:6                   | Grav markerad av sten/block |              | Ronneby, Blekinge   |       | 56.246401, 15.296812 | 10101102010006 | Ladda upp en bild av detta fornminne      |
| Ronneby 201:7                   | Grav markerad av sten/block |              | Ronneby, Blekinge   |       | 56.246650, 15.295924 | 10101102010007 | Ladda upp en bild av detta fornminne      |
| Ronneby 201:8                   | Grav markerad av sten/block |              | Ronneby, Blekinge   |       | 56.246714, 15.295737 | 10101102010008 | Ladda upp en bild av detta fornminne      |
| Ronneby 201:9                   | Grav markerad av sten/block |              | Ronneby, Blekinge   |       | 56.246635, 15.295673 | 10101102010009 | Ladda upp en bild av detta fornminne      |
| Ronneby 201:10                  | Grav markerad av sten/block |              | Ronneby, Blekinge   |       | 56.246679, 15.295573 | 10101102010010 | Ladda upp en bild av detta fornminne      |
| Ronneby 201:11                  | Grav markerad av sten/block |              | Ronneby, Blekinge   |       | 56.246373, 15.295638 | 10101102010011 | Ladda upp en bild av detta fornminne      |
| Ronneby 202:1                   | Stensättning                |              | Ronneby, Blekinge   |       | 56.245964, 15.305831 | 10101102020001 | Ladda upp en bild av detta fornminne      |
| Ronneby 203:1                   | Stensättning                |              | Ronneby, Blekinge   |       | 56.246504, 15.301109 | 10101102030001 | Ladda upp en bild av detta fornminne      |
| Ronneby 205:1                   | Stensättning                |              | Ronneby, Blekinge   |       | 56.250389, 15.319895 | 10101102050001 | Ladda upp en bild av detta fornminne      |
| Ronneby 206:1                   | Stensättning                |              | Ronneby, Blekinge   |       | 56.250918, 15.312337 | 10101102060001 | Ladda upp en bild av detta fornminne      |
| Ronneby 207:1                   | Grav markerad av sten/block |              | Ronneby, Blekinge   |       | 56.242350, 15.297961 | 10101102070001 | Ladda upp en bild av detta fornminne      |
| Ronneby 208:1                   | Grav markerad av sten/block |              | Ronneby, Blekinge   |       | 56.249573, 15.283002 | 10101102080001 | Ladda upp en bild av detta fornminne      |
| Ronneby 208:2                   | Grav markerad av sten/block |              | Ronneby, Blekinge   |       | 56.249579, 15.283008 | 10101102080002 | Ladda upp en bild av detta fornminne      |
| Ronneby 209:1                   | Stensättning                |              | Ronneby, Blekinge   |       | 56.255513, 15.295808 | 10101102090001 | Ladda upp en bild av detta fornminne      |
| Ronneby 210:1                   | Stensättning                |              | Ronneby, Blekinge   |       | 56.252230, 15.307929 | 10101102100001 | Ladda upp en bild av detta fornminne      |
| Ronneby 210:2                   | Stensättning                |              | Ronneby, Blekinge   |       | 56.252449, 15.307972 | 10101102100002 | Ladda upp en bild av detta fornminne      |
| Ronneby 211:1                   | Stensättning                |              | Ronneby, Blekinge   |       | 56.255675, 15.306471 | 10101102110001 | Ladda upp en bild av detta fornminne      |
| Ronneby 212:1                   | Stensättning                |              | Ronneby, Blekinge   |       | 56.256335, 15.306957 | 10101102120001 | Ladda upp en bild av detta fornminne      |
| Ronneby 213:1                   | Stensättning                |              | Ronneby, Blekinge   |       | 56.256255, 15.300907 | 10101102130001 | Ladda upp en bild av detta fornminne      |
| Ronneby 213:2                   | Stensättning                |              | Ronneby, Blekinge   |       | 56.256194, 15.300773 | 10101102130002 | Ladda upp en bild av detta fornminne      |
| Ronneby 302:1                   | Gravfält                    |              | Ronneby, Blekinge   |       | 56.258796, 15.251947 | 10101103020001 | Ladda upp en bild av detta fornminne      |
| Ronneby 303:1                   | Grav markerad av sten/block |              | Ronneby, Blekinge   |       | 56.258387, 15.251882 | 10101103030001 | Ladda upp en bild av detta fornminne      |
| Ronneby 303:2                   | Grav markerad av sten/block |              | Ronneby, Blekinge   |       | 56.258387, 15.251988 | 10101103030002 | Ladda upp en bild av detta fornminne      |
| Ronneby 304:1                   | Stenkammargrav              |              | Ronneby, Blekinge   |       | 56.256657, 15.245313 | 10101103040001 | Ladda upp en bild av detta fornminne      |
| Höga rör (Ronneby 314:1)        | Röse                        |              | Ronneby, Blekinge   |       | 56.289488, 15.268141 | 10101103140001 | Ladda upp en bild av detta fornminne      |
| Borgamostad (Ronneby 316:1)     | Fornborg                    |              | Ronneby, Blekinge   |       | 56.325534, 15.201026 | 10101103160001 | Ladda upp en bild av detta fornminne      |
| Ronneby 317:1                   | Stensättning                |              | Ronneby, Blekinge   |       | 56.261323, 15.205828 | 10101103170001 | Ladda upp en bild av detta fornminne      |
| Ronneby 318:1                   | Stensättning                |              | Ronneby, Blekinge   |       | 56.269920, 15.225153 | 10101103180001 | Ladda upp en bild av detta fornminne      |
| Ronneby 322:1                   | Grav markerad av sten/block |              | Ronneby, Blekinge   |       | 56.212464, 15.237455 | 10101103220001 | Ladda upp en bild av detta fornminne      |
| Ronneby 324:1                   | Stensättning                |              | Ronneby, Blekinge   |       | 56.266185, 15.200202 | 10101103240001 | Ladda upp en bild av detta fornminne      |
| Ronneby 325:1                   | Stensättning                |              | Ronneby, Blekinge   |       | 56.165636, 15.155671 | 10101103250001 | Ladda upp en bild av detta fornminne      |
| Ronneby 329:1                   | Stensättning                |              | Ronneby, Blekinge   |       | 56.150140, 15.247428 | 10101103290001 | Ladda upp en bild av detta fornminne      |
| Ronneby 330:1                   | Stensättning                |              | Ronneby, Blekinge   |       | 56.148857, 15.243454 | 10101103300001 | Ladda upp en bild av detta fornminne      |
| Ronneby 331:1                   | Stensättning                |              | Ronneby, Blekinge   |       | 56.152242, 15.225095 | 10101103310001 | Ladda upp en bild av detta fornminne      |
| Ronneby 332:1                   | Stensättning                |              | Ronneby, Blekinge   |       | 56.142919, 15.220609 | 10101103320001 | Ladda upp en bild av detta fornminne      |
| Ronneby 333:1                   | Stensättning                |              | Ronneby, Blekinge   |       | 56.141111, 15.221039 | 10101103330001 | Ladda upp en bild av detta fornminne      |
| Ronneby 334:1                   | Röse                        |              | Ronneby, Blekinge   |       | 56.148382, 15.148798 | 10101103340001 | Ladda upp en bild av detta fornminne      |
| Ronneby 336:1                   | Stensättning                |              | Ronneby, Blekinge   |       | 56.144277, 15.159014 | 10101103360001 | Ladda upp en bild av detta fornminne      |
| Ronneby 341:1                   | Stensättning                |              | Ronneby, Blekinge   |       | 56.194605, 15.238809 | 10101103410001 | Ladda upp en bild av detta fornminne      |
| Ronneby 349:1                   | Stensättning                |              | Ronneby, Blekinge   |       | 56.204430, 15.186541 | 10101103490001 | Ladda upp en bild av detta fornminne      |
| Ronneby 576                     | Stensättning                |              | Ronneby, Blekinge   |       | 56.296041, 15.200896 | 12000000012093 | Ladda upp en bild av detta fornminne      |
| Ronneby 631                     | Stensättning                |              | Ronneby, Blekinge   |       | 56.227975, 15.265382 | 12000000012403 | Ladda upp en bild av detta fornminne      |
| Ronneby 836                     | Stensättning                |              | Ronneby, Blekinge   |       | 56.189723, 15.297543 | 12000000073926 | Ladda upp en bild av detta fornminne      |
| Ronneby 845                     | Stensättning                |              | Ronneby, Blekinge   |       | 56.199716, 15.305593 | 12000000096363 | Ladda upp en bild av detta fornminne      |
| Ronneby 885                     | Stensättning                |              | Ronneby, Blekinge   |       | 56.286515, 15.247291 | 12000000101751 | Ladda upp en bild av detta fornminne      |
| Ronneby 896                     | Stensättning                |              | Ronneby, Blekinge   |       | 56.287876, 15.266339 | 12000000101762 | Ladda upp en bild av detta fornminne      |
| Ronneby 907                     | Stensättning                |              | Ronneby, Blekinge   |       | 56.197258, 15.230247 | 12000000101822 | Ladda upp en bild av detta fornminne      |
| Ronneby 922                     | Stensättning                |              | Ronneby, Blekinge   |       | 56.197213, 15.230280 | 12000000101837 | Ladda upp en bild av detta fornminne      |
| Ronneby 966                     | Stensättning                |              | Ronneby, Blekinge   |       | 56.226053, 15.234742 | 12000000101970 | Ladda upp en bild av detta fornminne      |
| Ronneby 1028                    | Stensättning                |              | Ronneby, Blekinge   |       | 56.270038, 15.225748 | 12000000102708 | Ladda upp en bild av detta fornminne      |
| Ronneby 1056                    | Fiskeläge                   |              | Ronneby, Blekinge   |       | 56.145355, 15.242662 | 12000000118522 | Ladda upp en bild av detta fornminne      |